# Municipio de Walnut (condado de Brown)
El municipio de Walnut (en inglés: Walnut Township) es un municipio ubicado en el condado de Brown en el estado estadounidense de Kansas. En el año 2010 tenía una población de 592 habitantes y una densidad poblacional de 3,67 personas por km².

## Geografía
El municipio de Walnut se encuentra ubicado en las coordenadas 39°50′51″N 95°42′34″O / 39.84750, -95.70944. Según la Oficina del Censo de los Estados Unidos, el municipio tiene una superficie total de 161.37 km², de la cual 160,78 km² corresponden a tierra firme y (0,37 %) 0,59 km² es agua.

## Demografía
Según el censo de 2010, había 592 personas residiendo en el municipio de Walnut. La densidad de población era de 3,67 hab./km². De los 592 habitantes, el municipio de Walnut estaba compuesto por el 94,59 % blancos, el 0,84 % eran afroamericanos, el 0,34 % eran amerindios, el 0,51 % eran asiáticos y el 3,72 % eran de una mezcla de razas. Del total de la población el 0,84 % eran hispanos o latinos de cualquier raza.